# Barry Duffield
Pour les articles homonymes, voir Duffield.
Barry Duffield est un acteur, réalisateur, scénariste et producteur naturalisé Australien, né le 28 février 1962 à Billingham en Angleterre. Il est particulièrement connu pour son rôle de Lugo dans la série Spartacus créée par Starz.

## Biographie
Né le 28 février 1962 à Billingham en Angleterre, Barry déménage en Australie avec toute sa famille quelques années plus tard, en 1969, où ils finissent par s'installer à Nhulunbuy dans le nord du pays.
Il fait ses études à la Woodridge North State School, une école primaire d'état jusqu'en 1972, puis à la Nhulunbuy Area School jusqu'en 1979. De 1997 à 1998, il choisit d'aller se perfectionner en écriture et en direction à la South Seas Film and Television School de Nouvelle-Zélande qui lui permet d'obtenir son seul diplôme,.
Depuis le 26 septembre 1999, il est marié avec Susan Flemming qu'il a rencontré en 1996 et avec qui il vit désormais à Auckland.
Ses premiers pas dans le monde du cinéma furent lorsqu'il prit la caméra 8 mm de son père pour tourner un court-métrage en animation en volume (ou stop motion) avec de la danse et du chant.
Plus tard, Barry est pris en flagrant délit alors qu'il essaye de voler les posters de films d'un cinéma, on lui donne alors le choix entre prévenir ses parents, la police ou travailler pour le cinéma. Il choisit de rester travailler au cinéma, ce qui lui donne l'opportunité d'apprendre le métier de projectionniste.
Il a travaillé pour la Royal Air Force australienne de juin 1980 à juin 1993.

## Carrière
Barry commence sa carrière d'acteur en 1987 à Darwin en Australie puis la continue à Brisbane où il joue un rôle dans Australia's Most Wanted, une série télévisée policière et dans Absolum 2022 en 1994.
Ensuite, il se rend en Nouvelle-Zélande où il joue dans de nombreuses séries télévisées comme Hercule contre Arès dans le rôle de Maximus, Hercule dans le rôle de Kazankis et Xena, la guerrière (avec Lucy Lawless qu'il retrouvera dans Spartacus) en 1998.
En 2006, il joue le Dr Poulton dans le deuxième Treasure Island Kids appelé The Monster of Treasure Islands.
En 2010, il fait la voix d'un garde du corps dans Yogi l'ours au côté de Justin Timberlake.
En 2012, il joue dans la saison deux de la série Spartacus, appelée Spartacus : Vengeance, où il tient le rôle du germain Lugo qui vient renforcer les rangs de la rébellion contre les Romains.
En 2013, il reprend son rôle de Lugo dans la troisième et dernière saison de Spartacus qui s'appelle Spartacus : La guerre des damnés.
En 2014, il joue dans le drame de Peter Burger Field Punishment N°1 dans le rôle de Dunkirk Warder.
Depuis 1988, il fait partie de l'agence Robert Bruce qui représente des acteurs de télévision, de cinéma et de théâtre.
Depuis l'année 2000, il est directeur et scénariste pour DreamChaser productions.
En 2009, il a été sélectionné dans la New Zealand Film Commission First Writers Initiative et fait partie de la corporation des écrivains néo-zélandais (The New Zealand Writers Guild Board) comme représentant du nord du pays.
Barry est l'auteur de deux bandes dessinées : de Deadman's Land, pour laquelle il sera quart-de-finaliste de la Big Break Screenwriting Contest en 2013, et, toujours quart-de-finaliste mais cette fois-ci en 2014 de Scriptapalooza Screenwriting, de Tandoori Apocalypse.

## Filmographie

### Séries télévisées
- 1994 : Australia's Most Wanted
- 1998 : Hercule contre Arès : Maximus
- 1998 : Hercule : Kazankis
- 1998 : Xena, la guerrière : Koryak
- 2012 : Spartacus : Vengeance : Lugo
- 2013 : Spartacus : La guerre des damnés : Lugo[2]
- 2019 : Power Rangers: Beast Morphers : Cycletron
- 2021 : Power Rangers : Dino Fury : Smashstone

### Cinéma
- 1994 : Absolum 2022 : gardien de prison
- 2006 : Treasure Island Kids : The Monster of Treasure Islands : Dr Poulton
- 2014 : Field Punishment N°1 : Dunkirk Warder[2]

## Doublage
- 2010 : Yogi l'Ours : garde du corps[2]

## Bandes-dessinées
- 2014 : Deadman's Land
- 2015 : Tandoori Apocalypse